# Primera B de Chile 2024
La Primera B de Chile 2024, llamada «Campeonato Ascenso Clínicas ACHS Salud 2024» por razones de patrocinio, es la 75.ª edición de la segunda categoría del fútbol chileno. El campeonato lo organiza la Asociación Nacional de Fútbol Profesional.
Las novedades para este torneo, son el debut en la categoría de Deportes Limache, equipo que se coronó campeón de la Segunda División Profesional 2023 por primera vez. También se destaca los regresos de Curicó Unido, equipo que vuelve a esta categoría, después de 6 años y medio de estadía en la Primera División y también de Magallanes, que volverá a la categoría de plata, luego de solo un año en la categoría de oro. 
Otra novedad es el acuerdo con la Asociación Chilena de Seguridad (ACHS) para convertirse en el nuevo auspiciador del torneo, reemplazando definitivamente a Betsson luego de la finalización anticipada de su contrato durante la edición anterior.

## Sistema
Se jugarán 30 fechas, bajo el sistema conocido como todos contra todos, en dos ruedas de 15 fechas cada una. En este torneo se observará el sistema de puntos, de acuerdo a la reglamentación de la Internacional F.A. Board, asignándose tres puntos, al equipo que resulte ganador; un punto, a cada uno en caso de empate; y cero puntos al perdedor.
El orden de clasificación de los equipos, se determinará en una tabla de cómputo general, de la siguiente manera:
- 1) Mayor cantidad de puntos
- 2) Mayor diferencia de goles a favor y en contra; en caso de igualdad;
- 3) mayor cantidad de partidos ganados; en caso de igualdad;
- 4) Mayor cantidad de goles convertidos; en caso de igualdad;
- 5) Mayor cantidad de goles de visita marcados; en caso de igualdad;
- 6) Menor cantidad de tarjetas rojas recibidas; en caso de igualdad;
- 7) Menor cantidad de tarjetas amarillas recibidas; en caso de igualdad;
- 8) Sorteo.

En cuanto al campeón del torneo, se definirá de acuerdo al siguiente sistema:
- A) Mayor cantidad de puntos obtenidos; en caso de igualdad;
- B) Partido de definición en cancha neutral.

En caso de que la igualdad sea de más de dos equipos, esta se dejará reducida a dos clubes, de acuerdo al orden de clasificación de los equipos determinado anteriormente.
El equipo que finaliza en el primer lugar de la tabla, tras el término de la Fase Regular, se coronará campeón y ascenderá de manera directa a la Primera División, para el año 2025. El segundo cupo de ascenso a la Primera División, para el año 2025, la disputarán en partidos de ida y vuelta, el equipo que obtenga el subcampeonato, tras la Fase Regular y una liguilla, que la disputarán los equipos que terminen del 3.ᵉʳ al 8.º lugar de la tabla.
El equipo que finalice en el último lugar de la tabla, descenderá automáticamente a la Segunda División Profesional para el año 2025, siendo reemplazado por el equipo, que se consagre campeón del torneo de la categoría señalada.

## Árbitros
Esta es la lista de árbitros del torneo de Primera B, de la temporada 2024. Los árbitros de la Primera División, pueden arbitrar en el principio de este torneo, siempre y cuando no sean designados, para arbitrar en una fecha del campeonato de la categoría mencionada. Los árbitros que aparecen en la lista, pueden dirigir en las otras dos categorías profesionales, si la ANFP así lo estime conveniente. 
| Árbitros          | Edad    | Categoría |
| ----------------- | ------- | --------- |
| Reinerio Alvarado | 31 años |           |
| Cristián Andaur   | 45 años |           |
| Fabián Aracena    | 40 años |           |
| Claudio Aranda    | 52 años |           |
| Franco Arrué      | 46 años |           |
| Patricio Blanca   | 43 años |           |
| Claudio Cevasco   | 34 años |           |
| Claudio Díaz      | 34 años |           |
| Emerson Domínguez | 38 años |           |
| Cristián Droguett | 43 años |           |
| Cristián Galaz    | 35 años |           |
| Angelo Hermosilla | 46 años |           |
| Felipe Jara       | 40 años |           |
| Franco Jiménez    | 35 años |           |
| Jorge Oses        | 31 años |           |
| Gastón Philippe   | 32 años |           |
| Nicolás Pozo      | 34 años |           |
| Mathias Riquelme  | 32 años |           |
| Rafael Troncoso   | 47 años |           |
| Diego Vidal       | 35 años |           |

## Relevos
| Pos   | a Primera División |
| ----- | ------------------ |
| 1.º   | Cobreloa           |
| Prom. | Deportes Iquique   |

| Pos  | a Primera B  |
| ---- | ------------ |
| 15.º | Magallanes   |
| 16.º | Curicó Unido |

| Pos   | a Primera División |
| ----- | ------------------ |
| 1.º   | Cobreloa           |
| Prom. | Deportes Iquique   |

| Pos  | a Primera B  |
| ---- | ------------ |
| 15.º | Magallanes   |
| 16.º | Curicó Unido |

| Pos | a Primera B      |
| --- | ---------------- |
| 1.º | Deportes Limache |

| Pos  | a Segunda División    |
| ---- | --------------------- |
| 16.º | Deportes Puerto Montt |

| Pos | a Primera B      |
| --- | ---------------- |
| 1.º | Deportes Limache |

| Pos  | a Segunda División    |
| ---- | --------------------- |
| 16.º | Deportes Puerto Montt |

## Localización
| Equipo                    | Región             | Ciudad       |
| ------------------------- | ------------------ | ------------ |
| San Marcos de Arica       | Arica y Parinacota | Arica        |
| Deportes Antofagasta      | Antofagasta        | Antofagasta  |
| Deportes La Serena        | Coquimbo           | La Serena    |
| Deportes Limache          | Valparaíso         | Limache      |
| San Luis de Quillota      | Valparaíso         | Quillota     |
| Santiago Wanderers        | Valparaíso         | Valparaíso   |
| Unión San Felipe          | Valparaíso         | San Felipe   |
| Barnechea                 | Metropolitana      | Lo Barnechea |
| Deportes Recoleta         | Metropolitana      | Recoleta     |
| Magallanes                | Metropolitana      | San Bernardo |
| Santiago Morning          | Metropolitana      | La Pintana   |
| Deportes Santa Cruz       | O'Higgins          | Santa Cruz   |
| Curicó Unido              | Maule              | Curicó       |
| Rangers                   | Maule              | Talca        |
| Universidad de Concepción | Biobío             | Concepción   |
| Deportes Temuco           | Araucanía          | Temuco       |

| Barnechea Deportes Recoleta Santiago Morning Magallanes \| Santiago Wanderers Deportes Limache San Luis Unión San Felipe \| |
| Santiago Wanderers Deportes Limache San Luis Unión San Felipe                                                               |

| Santiago Wanderers Deportes Limache San Luis Unión San Felipe |

## Información
| Equipo                    | Entrenador       | Estadio                   | Capacidad | Proveedor | Auspiciador           |
| ------------------------- | ---------------- | ------------------------- | --------- | --------- | --------------------- |
| Barnechea                 | Cristián Muñoz   | Municipal de Lo Barnechea | 2.500     | Capelli   | Latamwin              |
| Curicó Unido              | Héctor Almandoz  | La Granja                 | 8.278     | OneFit    | Multihogar            |
| Deportes Antofagasta      | Diego Reveco     | Calvo y Bascuñán          | 21.770    | Claus-7   | Minera Escondida      |
| Deportes La Serena        | Erwin Durán      | La Portada                | 18.500    | KS7       | Tonybet               |
| Deportes Limache          | Víctor Rivero    | Nicolás Chahuán           | 9.200     | Claus-7   | CVU                   |
| Deportes Recoleta         | Luis Landeros    | Leonel Sánchez            | 2.000     | In-House  | Bradford Hill Clínica |
| Deportes Santa Cruz       | Hernán Peña      | Joaquín Muñoz             | 6.000     | OneFit    | CALS                  |
| Deportes Temuco           | Esteban Valencia | Germán Becker             | 18.000    | M11       | Rosen                 |
| Magallanes                | Ronald Fuentes   | Luis Navarro              | 3.516     | Siker     | Betsala               |
| Rangers                   | Emiliano Astorga | Fiscal de Talca           | 16.070    | KS7       | PF Alimentos          |
| San Luis de Quillota      | Francisco Bozán  | Lucio Fariña              | 7.700     | Acerbis   | Aspillaga Hornauer    |
| San Marcos de Arica       | Germán Cavalieri | Carlos Dittborn           | 10.000    | Dittborn  | TPA                   |
| Santiago Morning          | Luis Marcoleta   | Municipal de La Pintana   | 5.000     | KS7       | Latamwin              |
| Santiago Wanderers        | Héctor Robles    | Elías Figueroa            | 21.568    | Macron    |                       |
| Unión San Felipe          | Damián Muñoz     | Javier Muñoz              | 10.000    | Claus-7   | GAET Ingeniería       |
| Universidad de Concepción | Javier Torrente  | Ester Roa                 | 33.000    | Capelli   |                       |

## Clasificación
| Pos. | Equipo                    | Pts. | PJ | G  | E  | P  | GF | GC | Dif. |  |
| ---- | ------------------------- | ---- | -- | -- | -- | -- | -- | -- | ---- |  |
| 1    | Deportes La Serena (C, A) | 70   | 30 | 21 | 7  | 2  | 42 | 15 | +27  |  |
| 2    | Magallanes                | 52   | 30 | 15 | 7  | 8  | 46 | 29 | +17  |  |
| 3    | Rangers                   | 50   | 30 | 14 | 8  | 8  | 42 | 32 | +10  |  |
| 4    | Deportes Antofagasta      | 43   | 30 | 11 | 10 | 9  | 43 | 36 | +7   |  |
| 5    | Deportes Recoleta         | 40   | 30 | 11 | 7  | 12 | 38 | 35 | +3   |  |
| 6    | Santiago Morning          | 40   | 30 | 11 | 7  | 12 | 35 | 35 | 0    |  |
| 7    | Deportes Limache (A)      | 40   | 30 | 11 | 7  | 12 | 42 | 43 | −1   |  |
| 8    | Deportes Santa Cruz       | 40   | 30 | 11 | 7  | 12 | 43 | 47 | −4   |  |
| 9    | Universidad de Concepción | 40   | 30 | 11 | 7  | 12 | 33 | 39 | −6   |  |
| 10   | Santiago Wanderers        | 38   | 30 | 9  | 11 | 10 | 45 | 39 | +6   |  |
| 11   | San Marcos de Arica       | 35   | 30 | 9  | 8  | 13 | 32 | 35 | −3   |  |
| 12   | Deportes Temuco           | 33   | 30 | 9  | 6  | 15 | 30 | 37 | −7   |  |
| 13   | San Luis de Quillota      | 28   | 30 | 7  | 7  | 16 | 29 | 58 | −29  |  |
| 14   | Unión San Felipe          | 26   | 30 | 6  | 8  | 16 | 27 | 47 | −20  |  |
| 15   | Curicó Unido              | 25   | 30 | 9  | 7  | 14 | 29 | 41 | −12  |  |
| 16   | Barnechea (D)             | 5    | 30 | 14 | 8  | 8  | 51 | 39 | +12  |  |

Actualizado a los partidos jugados el 20 de octubre de 2024.
 Fuente: Campeonato Chileno
     Campeón. Asciende a la Primera División.
     Subcampeón. Accede a la Semifinal de los Play-Offs.
     Accede a los Play-Offs.
     Desciende a la Segunda División.
| Sentencias |
| --- |
| - Bonificación de 3 puntos para la Universidad de Concepción - Reducción de 9 puntos a Curicó Unido - Reducción de 45 puntos a Barnechea |

## Evolución
| Equipo / Fecha            | 01   | 02   | 03   | 04   | 05   | 06   | 07   | 08   | 09   | 10   | 11   | 12   | 13   | 14   | 15   | 16   | 17   | 18   | 19   | 20   | 21   | 22   | 23   | 24   | 25   | 26   | 27   | 28   | 29   | 30   |
| ------------------------- | ---- | ---- | ---- | ---- | ---- | ---- | ---- | ---- | ---- | ---- | ---- | ---- | ---- | ---- | ---- | ---- | ---- | ---- | ---- | ---- | ---- | ---- | ---- | ---- | ---- | ---- | ---- | ---- | ---- | ---- |
| Deportes La Serena        | 3.°  | 3.°  | 6.°  | 3.°  | 3.°  | 2.°  | 1.°  | 1.°  | 1.°  | 2.°  | 1.°  | 1.°  | 1.°  | 1.°  | 1.°  | 1.°  | 1.°  | 1.°  | 1.°  | 1.°  | 1.°  | 1.°  | 1.°  | 1.°  | 1.°  | 1.°  | 1.°  | 1.°  | 1.°  | 1.°  |
| Magallanes                | 13.° | 12.° | 9.°  | 12.° | 9.°  | 7.°  | 5.°  | 5.°  | 7.°  | 6.°  | 4.°  | 4.°  | 5.°  | 4.°  | 3.°  | 2.°  | 3.°  | 4.°  | 4.°  | 3.°  | 2.°  | 3.°  | 3.°  | 3.°  | 4.°  | 4.°  | 2.°  | 2.°  | 2.°  | 2.°  |
| Rangers                   | 5.°  | 1.°  | 1.°  | 2.°  | 4.°  | 3.°  | 3.°  | 2.°  | 2.°  | 1.°  | 3.°  | 2.°  | 2.°  | 2.°  | 4.°  | 5.°  | 5.°  | 2.°  | 2.°  | 2.°  | 3.°  | 4.°  | 4.°  | 4.°  | 3.°  | 2.°  | 3.°  | 3.°  | 3.°  | 3.°  |
| Deportes Antofagasta      | 12.° | 16.° | 13.° | 13.° | 12.° | 9.°  | 7.°  | 6.°  | 4.°  | 5.°  | 8.°  | 7.°  | 6.°  | 5.°  | 5.°  | 7.°  | 7.°  | 8.°  | 9.°  | 8.°  | 7.°  | 10.° | 9.°  | 10.° | 7.°  | 5.°  | 5.°  | 5.°  | 5.°  | 4.°  |
| Deportes Recoleta         | 1.°  | 2.°  | 5.°  | 4.°  | 1.°  | 1.°  | 2.°  | 4.°  | 6.°  | 8.°  | 9.°  | 10.° | 11.° | 10.° | 9.°  | 9.°  | 9.°  | 9.°  | 8.°  | 9.°  | 5.°  | 9.°  | 10.° | 11.° | 11.° | 11.° | 13.° | 8.°  | 7.°  | 5.°  |
| Santiago Morning          | 8.°  | 6.°  | 7.°  | 11.° | 15.° | 11.° | 10.° | 11.° | 12.° | 9.°  | 10.° | 9.°  | 9.°  | 12.° | 7.°  | 6.°  | 4.°  | 5.°  | 6.°  | 7.°  | 9.°  | 7.°  | 7.°  | 8.°  | 6.°  | 7.°  | 7.°  | 6.°  | 9.°  | 6.°  |
| Deportes Limache          | 11.° | 7.°  | 8.°  | 6.°  | 7.°  | 6.°  | 4.°  | 3.°  | 3.°  | 3.°  | 2.°  | 3.°  | 3.°  | 3.°  | 2.°  | 4.°  | 6.°  | 7.°  | 5.°  | 5.°  | 6.°  | 5.°  | 5.°  | 5.°  | 5.°  | 6.°  | 6.°  | 4.°  | 4.°  | 7.°  |
| Deportes Santa Cruz       | 7.°  | 5.°  | 3.°  | 5.°  | 6.°  | 5.°  | 8.°  | 7.°  | 8.°  | 7.°  | 7.°  | 8.°  | 7.°  | 7.°  | 10.° | 10.° | 12.° | 10.° | 11.° | 13.° | 10.° | 8.°  | 8.°  | 9.°  | 10.° | 8.°  | 8.°  | 7.°  | 6.°  | 8.°  |
| Universidad de Concepción | 9.°  | 11.° | 16.° | 14.° | 13.° | 15.° | 15.° | 15.° | 14.° | 14.° | 13.° | 14.° | 12.° | 11.° | 13.° | 11.° | 11.° | 11.° | 12.° | 10.° | 11.° | 12.° | 11.° | 6.°  | 9.°  | 10.° | 12.° | 9.°  | 10.° | 9.°  |
| Santiago Wanderers        | 15.° | 13.° | 10.° | 8.°  | 5.°  | 8.°  | 12.° | 9.°  | 11.° | 12.° | 12.° | 13.° | 13.° | 14.° | 12.° | 12.° | 10.° | 12.° | 10.° | 11.° | 12.° | 11.° | 12.° | 12.° | 12.° | 12.° | 9.°  | 10.° | 8.°  | 10.° |
| San Marcos de Arica       | 14.° | 8.°  | 4.°  | 7.°  | 8.°  | 12.° | 11.° | 12.° | 10.° | 11.° | 11.° | 12.° | 10.° | 8.°  | 8.°  | 8.°  | 8.°  | 6.°  | 7.°  | 6.°  | 8.°  | 6.°  | 6.°  | 7.°  | 8.°  | 9.°  | 10.° | 11.° | 11.° | 11.° |
| Deportes Temuco           | 4.°  | 9.°  | 11.° | 9.°  | 10.° | 14.° | 13.° | 13.° | 13.° | 13.° | 14.° | 15.° | 15.° | 15.° | 15.° | 15.° | 15.° | 14.° | 13.° | 12.° | 13.° | 13.° | 13.° | 13.° | 13.° | 13.° | 11.° | 12.° | 12.° | 12.° |
| San Luis de Quillota      | 10.° | 15.° | 14.° | 15.° | 14.° | 10.° | 9.°  | 10.° | 9.°  | 10.° | 5.°  | 6.°  | 8.°  | 9.°  | 11.° | 13.° | 13.° | 13.° | 14.° | 15.° | 15.° | 15.° | 14.° | 14.° | 14.° | 14.° | 14.° | 13.° | 13.° | 13.° |
| Unión San Felipe          | 16.° | 14.° | 15.° | 16.° | 16.° | 16.° | 16.° | 16.° | 16.° | 16.° | 16.° | 16.° | 16.° | 16.° | 16.° | 16.° | 16.° | 16.° | 16.° | 16.° | 16.° | 16.° | 16.° | 16.° | 16.° | 16.° | 16.° | 15.° | 15.° | 14.° |
| Curicó Unido              | 2.°  | 10.° | 12.° | 10.° | 11.° | 13.° | 14.° | 14.° | 15.° | 15.° | 15.° | 11.° | 14.° | 13.° | 14.° | 14.° | 14.° | 15.° | 15.° | 14.° | 14.° | 14.° | 15.° | 15.° | 15.° | 15.° | 15.° | 14.° | 14.° | 15.° |
| Barnechea                 | 6.°  | 4.°  | 2.°  | 1.°  | 2.°  | 4.°  | 6.°  | 8.°  | 5.°  | 4.°  | 6.°  | 5.°  | 4.°  | 6.°  | 6.°  | 3.°  | 2.°  | 3.°  | 3.°  | 4.°  | 4.°  | 2.°  | 2.°  | 2.°  | 2.°  | 3.°  | 4.°  | 16.° | 16.° | 16.° |

## Resultados
- Los horarios corresponden al huso horario de Chile: UTC-4 en horario estándar y UTC-3 en horario de verano.

### Primera rueda
| Fecha 1              | Fecha 1   | Fecha 1                   | Fecha 1          | Fecha 1       | Fecha 1 |
| Local                | Resultado | Visita                    | Estadio          | Fecha         | Hora    |
| -------------------- | --------- | ------------------------- | ---------------- | ------------- | ------- |
| Curicó Unido         | 2 - 0     | Unión San Felipe          | La Granja        | 23 de febrero | 21:30   |
| Deportes Antofagasta | 0 - 1     | Deportes La Serena        | Calvo y Bascuñán | 24 de febrero | 12:00   |
| Magallanes           | 0 - 1     | Rangers                   | Luis Navarro     | 24 de febrero | 18:00   |
| Deportes Santa Cruz  | 1 - 1     | Barnechea                 | La Granja        | 24 de febrero | 20:30   |
| Deportes Recoleta    | 3 - 1     | Santiago Wanderers        | Santa Laura      | 25 de febrero | 18:00   |
| San Marcos de Arica  | 0 - 1     | Deportes Temuco           | Carlos Dittborn  | 25 de febrero | 20:30   |
| San Luis de Quillota | 2 - 0     | Universidad de Concepción | Lucio Fariña     | 8 de mayo     | 19:00   |
| Deportes Limache     | 2 - 2     | Santiago Morning          | Nicolás Chahuán  | 15 de mayo    | 19:00   |

| Fecha 2                   | Fecha 2   | Fecha 2              | Fecha 2                 | Fecha 2    | Fecha 2 |
| Local                     | Resultado | Visita               | Estadio                 | Fecha      | Hora    |
| ------------------------- | --------- | -------------------- | ----------------------- | ---------- | ------- |
| Santiago Morning          | 4 - 0     | San Luis de Quillota | Municipal de La Pintana | 1 de marzo | 18:00   |
| Deportes La Serena        | 1 - 0     | Magallanes           | La Portada              | 2 de marzo | 12:00   |
| Deportes Temuco           | 2 - 3     | Deportes Limache     | Germán Becker           | 2 de marzo | 18:00   |
| Universidad de Concepción | 1 - 3     | San Marcos de Arica  | Ester Roa               | 3 de marzo | 12:00   |
| Rangers                   | 4 - 0     | Deportes Antofagasta | Fiscal de Talca         | 3 de marzo | 18:00   |
| Unión San Felipe          | 0 - 1     | Deportes Recoleta    | Javier Muñoz            | 3 de marzo | 20:30   |
| Santiago Wanderers        | 1 - 2     | Deportes Santa Cruz  | Elías Figueroa          | 4 de marzo | 18:00   |
| Barnechea                 | 4 - 1     | Curicó Unido         | Municipal de La Pintana | 4 de marzo | 20:30   |

| Fecha 3              | Fecha 3   | Fecha 3                   | Fecha 3          | Fecha 3     | Fecha 3 |
| Local                | Resultado | Visita                    | Estadio          | Fecha       | Hora    |
| -------------------- | --------- | ------------------------- | ---------------- | ----------- | ------- |
| Deportes Recoleta    | 1 - 2     | Barnechea                 | Leonel Sánchez   | 8 de marzo  | 18:00   |
| Deportes Limache     | 0 - 1     | Rangers                   | Nicolás Chahuán  | 8 de marzo  | 18:00   |
| Curicó Unido         | 1 - 2     | Deportes Santa Cruz       | La Granja        | 8 de marzo  | 20:30   |
| San Marcos de Arica  | 2 - 0     | Santiago Morning          | Carlos Dittborn  | 8 de marzo  | 20:30   |
| Deportes La Serena   | 1 - 2     | Santiago Wanderers        | La Portada       | 9 de marzo  | 12:00   |
| Magallanes           | 3 - 1     | Deportes Temuco           | Luis Navarro     | 9 de marzo  | 18:00   |
| Deportes Antofagasta | 3 - 0     | Universidad de Concepción | Calvo y Bascuñán | 10 de marzo | 12:00   |
| San Luis de Quillota | 3 - 1     | Unión San Felipe          | Lucio Fariña     | 10 de marzo | 21:00   |

| Fecha 4                   | Fecha 4   | Fecha 4              | Fecha 4       | Fecha 4     | Fecha 4 |
| Local                     | Resultado | Visita               | Estadio       | Fecha       | Hora    |
| ------------------------- | --------- | -------------------- | ------------- | ----------- | ------- |
| Santiago Morning          | 2 - 4     | Deportes La Serena   | Santa Laura   | 15 de marzo | 18:30   |
| San Luis de Quillota      | 0 - 5     | Deportes Limache     | Lucio Fariña  | 15 de marzo | 20:30   |
| Deportes Temuco           | 1 - 0     | Deportes Antofagasta | Germán Becker | 16 de marzo | 18:00   |
| Curicó Unido              | 1 - 0     | San Marcos de Arica  | La Granja     | 16 de marzo | 20:30   |
| Deportes Santa Cruz       | 1 - 2     | Deportes Recoleta    | La Granja     | 17 de marzo | 18:00   |
| Unión San Felipe          | 1 - 2     | Santiago Wanderers   | Javier Muñoz  | 17 de marzo | 18:00   |
| Barnechea                 | 2 - 1     | Rangers              | Lucio Fariña  | 18 de marzo | 18:00   |
| Universidad de Concepción | 2 - 1     | Magallanes           | Ester Roa     | 18 de marzo | 20:30   |

| Fecha 5              | Fecha 5   | Fecha 5                   | Fecha 5                 | Fecha 5     | Fecha 5 |
| Local                | Resultado | Visita                    | Estadio                 | Fecha       | Hora    |
| -------------------- | --------- | ------------------------- | ----------------------- | ----------- | ------- |
| Deportes La Serena   | 0 - 0     | Barnechea                 | La Portada              | 23 de marzo | 12:00   |
| Deportes Recoleta    | 2 - 1     | Curicó Unido              | Municipal de La Pintana | 23 de marzo | 18:00   |
| Deportes Santa Cruz  | 0 - 2     | Unión San Felipe          | Joaquín Muñoz           | 23 de marzo | 18:00   |
| Rangers              | 2 - 4     | San Luis de Quillota      | Fiscal de Talca         | 23 de marzo | 20:30   |
| Deportes Antofagasta | 2 - 1     | San Marcos de Arica       | Calvo y Bascuñán        | 24 de marzo | 12:00   |
| Santiago Wanderers   | 2 - 1     | Deportes Temuco           | Elías Figueroa          | 24 de marzo | 18:00   |
| Magallanes           | 2 - 1     | Santiago Morning          | Luis Navarro            | 24 de marzo | 18:00   |
| Deportes Limache     | 0 - 1     | Universidad de Concepción | Nicolás Chahuán         | 24 de marzo | 20:30   |

| Fecha 6                   | Fecha 6   | Fecha 6              | Fecha 6                 | Fecha 6     | Fecha 6 |
| Local                     | Resultado | Visita               | Estadio                 | Fecha       | Hora    |
| ------------------------- | --------- | -------------------- | ----------------------- | ----------- | ------- |
| Unión San Felipe          | 2 - 3     | Deportes Limache     | Javier Muñoz            | 29 de marzo | 18:00   |
| Curicó Unido              | 1 - 2     | Deportes La Serena   | Jorge Silva             | 30 de marzo | 18:00   |
| Deportes Temuco           | 0 - 1     | Rangers              | Germán Becker           | 30 de marzo | 20:30   |
| Santiago Wanderers        | 2 - 3     | Magallanes           | Elías Figueroa          | 31 de marzo | 12:00   |
| Universidad de Concepción | 0 - 2     | Deportes Recoleta    | Ester Roa               | 31 de marzo | 12:00   |
| San Luis de Quillota      | 2 - 2     | Deportes Antofagasta | Lucio Fariña            | 31 de marzo | 18:00   |
| San Marcos de Arica       | 3 - 4     | Deportes Santa Cruz  | Carlos Dittborn         | 31 de marzo | 20:00   |
| Santiago Morning          | 3 - 1     | Barnechea            | Municipal de La Pintana | 1 de abril  | 16:00   |

| Fecha 7              | Fecha 7   | Fecha 7                   | Fecha 7          | Fecha 7    | Fecha 7 |
| Local                | Resultado | Visita                    | Estadio          | Fecha      | Hora    |
| -------------------- | --------- | ------------------------- | ---------------- | ---------- | ------- |
| Deportes Limache     | 2 - 0     | Curicó Unido              | Nicolás Chahuán  | 5 de abril | 19:00   |
| Deportes La Serena   | 1 - 0     | Universidad de Concepción | La Portada       | 6 de abril | 12:30   |
| Rangers              | 1 - 0     | Santiago Wanderers        | Fiscal de Talca  | 6 de abril | 15:00   |
| Deportes Antofagasta | 4 - 1     | Unión San Felipe          | Calvo y Bascuñán | 7 de abril | 12:30   |
| Deportes Recoleta    | 1 - 2     | San Marcos de Arica       | Leonel Sánchez   | 7 de abril | 12:30   |
| Magallanes           | 4 - 1     | Deportes Santa Cruz       | Luis Navarro     | 7 de abril | 15:00   |
| Deportes Temuco      | 0 - 1     | Santiago Morning          | Germán Becker    | 8 de abril | 19:00   |
| Barnechea            | 2 - 3     | San Luis de Quillota      | Nicolás Chahuán  | 8 de abril | 19:00   |

| Fecha 8              | Fecha 8   | Fecha 8                   | Fecha 8                 | Fecha 8     | Fecha 8 |
| Local                | Resultado | Visita                    | Estadio                 | Fecha       | Hora    |
| -------------------- | --------- | ------------------------- | ----------------------- | ----------- | ------- |
| Deportes Recoleta    | 0 - 3     | Deportes Limache          | Leonel Sánchez          | 12 de abril | 15:30   |
| Santiago Morning     | 0 - 1     | Deportes Antofagasta      | Municipal de La Pintana | 13 de abril | 12:00   |
| Deportes Santa Cruz  | 3 - 0     | Universidad de Concepción | Joaquín Muñoz           | 13 de abril | 17:30   |
| Santiago Wanderers   | 1 - 1     | Barnechea                 | Elías Figueroa          | 13 de abril | 17:30   |
| San Marcos de Arica  | 0 - 1     | Rangers                   | Carlos Dittborn         | 13 de abril | 20:00   |
| San Luis de Quillota | 0 - 1     | Deportes La Serena        | Lucio Fariña            | 14 de abril | 17:30   |
| Unión San Felipe     | 2 - 3     | Deportes Temuco           | Javier Muñoz            | 14 de abril | 17:30   |
| Curicó Unido         | 0 - 0     | Magallanes                | La Granja               | 15 de abril | 18:00   |

| Fecha 9                   | Fecha 9   | Fecha 9              | Fecha 9          | Fecha 9     | Fecha 9 |
| Local                     | Resultado | Visita               | Estadio          | Fecha       | Hora    |
| ------------------------- | --------- | -------------------- | ---------------- | ----------- | ------- |
| Magallanes                | 0 - 2     | San Marcos de Arica  | Luis Navarro     | 20 de abril | 12:30   |
| Deportes Temuco           | 0 - 3     | San Luis de Quillota | Germán Becker    | 20 de abril | 15:00   |
| Rangers                   | 0 - 0     | Santiago Morning     | Fiscal de Talca  | 20 de abril | 20:30   |
| Deportes Antofagasta      | 3 - 0     | Deportes Recoleta    | Calvo y Bascuñán | 21 de abril | 12:30   |
| Deportes Limache          | 2 - 2     | Santiago Wanderers   | Nicolás Chahuán  | 21 de abril | 17:30   |
| Barnechea                 | 1 - 0     | Unión San Felipe     | Nicolás Chahuán  | 22 de abril | 18:00   |
| Universidad de Concepción | 2 - 0     | Curicó Unido         | Ester Roa        | 22 de abril | 20:30   |
| Deportes La Serena        | 2 - 1     | Deportes Santa Cruz  | La Portada       | 22 de abril | 20:30   |

| Fecha 10            | Fecha 10  | Fecha 10                  | Fecha 10                | Fecha 10    | Fecha 10 |
| Local               | Resultado | Visita                    | Estadio                 | Fecha       | Hora     |
| ------------------- | --------- | ------------------------- | ----------------------- | ----------- | -------- |
| Deportes Santa Cruz | 2 - 1     | Deportes Antofagasta      | Joaquín Muñoz           | 27 de abril | 15:00    |
| Santiago Morning    | 2 - 1     | Universidad de Concepción | Municipal de La Pintana | 27 de abril | 17:30    |
| Curicó Unido        | 0 - 0     | Deportes Temuco           | La Granja               | 27 de abril | 17:30    |
| San Marcos de Arica | 1 - 4     | Barnechea                 | Carlos Dittborn         | 27 de abril | 20:00    |
| Deportes Recoleta   | 0 - 1     | Magallanes                | Leonel Sánchez          | 28 de abril | 12:30    |
| Unión San Felipe    | 1 - 2     | Rangers                   | Javier Muñoz            | 28 de abril | 18:00    |
| Deportes Limache    | 1 - 0     | Deportes La Serena        | Nicolás Chahuán         | 29 de abril | 20:30    |
| Santiago Wanderers  | 6 - 0     | San Luis de Quillota      | Elías Figueroa          | 5 de junio  | 15:00    |

| Fecha 11                  | Fecha 11  | Fecha 11            | Fecha 11                | Fecha 11  | Fecha 11 |
| Local                     | Resultado | Visita              | Estadio                 | Fecha     | Hora     |
| ------------------------- | --------- | ------------------- | ----------------------- | --------- | -------- |
| Deportes Temuco           | 1 - 1     | Deportes Santa Cruz | Germán Becker           | 4 de mayo | 12:30    |
| Magallanes                | 3 - 0     | Barnechea           | Luis Navarro            | 4 de mayo | 12:30    |
| Santiago Morning          | 1 - 1     | Santiago Wanderers  | Municipal de La Pintana | 4 de mayo | 15:00    |
| Universidad de Concepción | 2 - 1     | Unión San Felipe    | Ester Roa               | 4 de mayo | 17:30    |
| San Luis de Quillota      | 1 - 0     | Deportes Recoleta   | Lucio Fariña            | 4 de mayo | 20:00    |
| Deportes Antofagasta      | 1 - 2     | Deportes Limache    | Calvo y Bascuñán        | 5 de mayo | 12:30    |
| Rangers                   | 2 - 3     | Curicó Unido        | Fiscal de Talca         | 5 de mayo | 17:30    |
| Deportes La Serena        | 2 - 1     | San Marcos de Arica | La Portada              | 6 de mayo | 18:00    |

| Fecha 12                  | Fecha 12  | Fecha 12             | Fecha 12                | Fecha 12   | Fecha 12 |
| Local                     | Resultado | Visita               | Estadio                 | Fecha      | Hora     |
| ------------------------- | --------- | -------------------- | ----------------------- | ---------- | -------- |
| Unión San Felipe          | 2 - 2     | Santiago Morning     | Regional de Los Andes   | 10 de mayo | 19:00    |
| Magallanes                | 2 - 2     | Deportes Limache     | Luis Navarro            | 11 de mayo | 15:00    |
| San Marcos de Arica       | 0 - 0     | Santiago Wanderers   | Carlos Dittborn         | 11 de mayo | 20:00    |
| Deportes Recoleta         | 0 - 0     | Deportes La Serena   | Municipal de La Pintana | 12 de mayo | 12:30    |
| Barnechea                 | 0 - 0     | Deportes Antofagasta | Nicolás Chahuán         | 12 de mayo | 12:30    |
| Curicó Unido              | 1 - 0     | San Luis de Quillota | La Granja               | 12 de mayo | 17:30    |
| Universidad de Concepción | 0 - 0     | Deportes Temuco      | Ester Roa               | 13 de mayo | 18:00    |
| Deportes Santa Cruz       | 2 - 4     | Rangers              | Joaquín Muñoz           | 13 de mayo | 20:30    |

| Fecha 13             | Fecha 13  | Fecha 13                  | Fecha 13                | Fecha 13    | Fecha 13 |
| Local                | Resultado | Visita                    | Estadio                 | Fecha       | Hora     |
| -------------------- | --------- | ------------------------- | ----------------------- | ----------- | -------- |
| Deportes La Serena   | 3 - 0     | Unión San Felipe          | La Portada              | 18 de mayo  | 12:00    |
| Deportes Temuco      | 0 - 1     | Barnechea                 | Germán Becker           | 18 de mayo  | 15:00    |
| San Luis de Quillota | 1 - 2     | Deportes Santa Cruz       | Lucio Fariña            | 18 de mayo  | 20:00    |
| Deportes Antofagasta | 2 - 1     | Magallanes                | Calvo y Bascuñán        | 19 de mayo  | 12:30    |
| Santiago Wanderers   | 2 - 2     | Curicó Unido              | Elías Figueroa          | 19 de mayo  | 15:00    |
| Rangers              | 1 - 2     | Universidad de Concepción | Fiscal de Talca         | 19 de mayo  | 20:30    |
| Deportes Limache     | 1 - 3     | San Marcos de Arica       | Nicolás Chahuán         | 20 de mayo  | 20:30    |
| Santiago Morning     | 2 - 1     | Deportes Recoleta         | Municipal de La Pintana | 10 de junio | 15:30    |

| Fecha 14            | Fecha 14  | Fecha 14                  | Fecha 14                | Fecha 14   | Fecha 14 |
| Local               | Resultado | Visita                    | Estadio                 | Fecha      | Hora     |
| ------------------- | --------- | ------------------------- | ----------------------- | ---------- | -------- |
| Deportes La Serena  | 0 - 0     | Rangers                   | La Portada              | 25 de mayo | 12:00    |
| Magallanes          | 2 - 1     | Unión San Felipe          | Luis Navarro            | 25 de mayo | 15:00    |
| Santiago Wanderers  | 1 - 2     | Deportes Antofagasta      | Elías Figueroa          | 26 de mayo | 12:30    |
| Deportes Recoleta   | 2 - 1     | Deportes Temuco           | Municipal de La Pintana | 26 de mayo | 12:30    |
| Curicó Unido        | 2 - 1     | Santiago Morning          | La Granja               | 26 de mayo | 15:00    |
| Deportes Santa Cruz | 1 - 1     | Deportes Limache          | Joaquín Muñoz           | 26 de mayo | 20:00    |
| Barnechea           | 0 - 0     | Universidad de Concepción | Nicolás Chahuán         | 27 de mayo | 18:00    |
| San Marcos de Arica | 1 - 0     | San Luis de Quillota      | Carlos Dittborn         | 27 de mayo | 20:30    |

| Fecha 15                  | Fecha 15  | Fecha 15            | Fecha 15                | Fecha 15   | Fecha 15 |
| Local                     | Resultado | Visita              | Estadio                 | Fecha      | Hora     |
| ------------------------- | --------- | ------------------- | ----------------------- | ---------- | -------- |
| Deportes Temuco           | 0 - 1     | Deportes La Serena  | Germán Becker           | 1 de junio | 12:30    |
| Santiago Morning          | 2 - 1     | Deportes Santa Cruz | Municipal de La Pintana | 1 de junio | 15:00    |
| Universidad de Concepción | 1 - 1     | Santiago Wanderers  | Ester Roa               | 1 de junio | 17:30    |
| Deportes Antofagasta      | 1 - 1     | Curicó Unido        | Calvo y Bascuñán        | 2 de junio | 12:30    |
| San Luis de Quillota      | 0 - 1     | Magallanes          | Lucio Fariña            | 2 de junio | 20:00    |
| Deportes Limache          | 2 - 2     | Barnechea           | Nicolás Chahuán         | 3 de junio | 18:00    |
| Rangers                   | 1 - 2     | Deportes Recoleta   | Fiscal de Talca         | 3 de junio | 19:30    |
| Unión San Felipe          | 0 - 2     | San Marcos de Arica | Javier Muñoz            | 3 de junio | 20:30    |

### Segunda rueda
| Fecha 16                  | Fecha 16  | Fecha 16             | Fecha 16                  | Fecha 16    | Fecha 16 |
| Local                     | Resultado | Visita               | Estadio                   | Fecha       | Hora     |
| ------------------------- | --------- | -------------------- | ------------------------- | ----------- | -------- |
| Deportes Temuco           | 0 - 0     | San Marcos de Arica  | Germán Becker             | 13 de julio | 15:00    |
| Deportes La Serena        | 2 - 1     | Deportes Antofagasta | La Portada                | 14 de julio | 12:30    |
| Santiago Morning          | 1 - 0     | Deportes Limache     | Municipal de La Pintana   | 14 de julio | 12:30    |
| Unión San Felipe          | 3 - 1     | Curicó Unido         | Javier Muñoz              | 14 de julio | 15:00    |
| Universidad de Concepción | 1 - 0     | San Luis de Quillota | Ester Roa                 | 14 de julio | 17:30    |
| Barnechea                 | 4 - 2     | Deportes Santa Cruz  | Municipal de Lo Barnechea | 16 de julio | 15:00    |
| Rangers                   | 2 - 3     | Magallanes           | Fiscal de Talca           | 16 de julio | 15:00    |
| Santiago Wanderers        | 1 - 1     | Deportes Recoleta    | Elías Figueroa            | 16 de julio | 17:30    |

| Fecha 17             | Fecha 17  | Fecha 17                  | Fecha 17         | Fecha 17    | Fecha 17 |
| Local                | Resultado | Visita                    | Estadio          | Fecha       | Hora     |
| -------------------- | --------- | ------------------------- | ---------------- | ----------- | -------- |
| Deportes Limache     | 0 - 1     | Deportes Temuco           | Nicolás Chahuán  | 19 de julio | 19:00    |
| Magallanes           | 1 - 2     | Deportes La Serena        | Luis Navarro     | 20 de julio | 12:30    |
| San Marcos de Arica  | 1 - 1     | Universidad de Concepción | Carlos Dittborn  | 20 de julio | 15:00    |
| Deportes Antofagasta | 1 - 1     | Rangers                   | Calvo y Bascuñán | 21 de julio | 12:30    |
| Deportes Santa Cruz  | 1 - 2     | Santiago Wanderers        | Joaquín Muñoz    | 21 de julio | 15:00    |
| San Luis de Quillota | 1 - 3     | Santiago Morning          | Lucio Fariña     | 21 de julio | 17:30    |
| Deportes Recoleta    | 0 - 0     | Unión San Felipe          | Leonel Sánchez   | 22 de julio | 15:00    |
| Curicó Unido         | 0 - 1     | Barnechea                 | La Granja        | 22 de julio | 19:00    |

| Fecha 18                  | Fecha 18  | Fecha 18             | Fecha 18                  | Fecha 18    | Fecha 18  |
| Local                     | Resultado | Visita               | Estadio                   | Fecha       | Hora      |
| ------------------------- | --------- | -------------------- | ------------------------- | ----------- | --------- |
| Santiago Morning          | 0 - 1     | San Marcos de Arica  | Municipal de La Pintana   | 26 de julio | 15:00     |
| Rangers                   | 2 - 0     | Deportes Limache     | Fiscal de Talca           | 26 de julio | 19:00     |
| Unión San Felipe          | 0 - 0     | San Luis de Quillota | Javier Muñoz              | 27 de julio | 12:30     |
| Deportes Santa Cruz       | 1 - 0     | Curicó Unido         | Joaquín Muñoz             | 27 de julio | 15:00     |
| Deportes Temuco           | 1 - 0     | Magallanes           | Germán Becker             | 27 de julio | 17:30     |
| Universidad de Concepción | 2 - 2     | Deportes Antofagasta | Ester Roa                 | 28 de julio | 12:30     |
| Santiago Wanderers        | 0 - 1     | Deportes La Serena   | Elías Figueroa            | 28 de julio | 17:30     |
| Barnechea                 | 0 - 3     | Deportes Recoleta    | Municipal de Lo Barnechea | Cancelado   | Cancelado |

| Fecha 19             | Fecha 19  | Fecha 19                  | Fecha 19         | Fecha 19    | Fecha 19  |
| Local                | Resultado | Visita                    | Estadio          | Fecha       | Hora      |
| -------------------- | --------- | ------------------------- | ---------------- | ----------- | --------- |
| Deportes Limache     | 2 - 1     | San Luis de Quillota      | Nicolás Chahuán  | 30 de julio | 19:00     |
| Magallanes           | 0 - 0     | Universidad de Concepción | Luis Navarro     | 31 de julio | 15:00     |
| Deportes Recoleta    | 1 - 0     | Deportes Santa Cruz       | Leonel Sánchez   | 31 de julio | 15:00     |
| Santiago Wanderers   | 3 - 0     | Unión San Felipe          | Elías Figueroa   | 31 de julio | 18:00     |
| Deportes Antofagasta | 0 - 1     | Deportes Temuco           | Calvo y Bascuñán | 31 de julio | 18:00     |
| Deportes La Serena   | 2 - 1     | Santiago Morning          | La Portada       | 31 de julio | 20:30     |
| San Marcos de Arica  | 2 - 3     | Curicó Unido              | Carlos Dittborn  | 31 de julio | 20:30     |
| Rangers              | 3 - 0     | Barnechea                 | Fiscal de Talca  | Cancelado   | Cancelado |

| Fecha 20                  | Fecha 20  | Fecha 20             | Fecha 20                | Fecha 20    | Fecha 20  |
| Local                     | Resultado | Visita               | Estadio                 | Fecha       | Hora      |
| ------------------------- | --------- | -------------------- | ----------------------- | ----------- | --------- |
| Unión San Felipe          | 1 - 1     | Deportes Santa Cruz  | Javier Muñoz            | 3 de agosto | 15:00     |
| Santiago Morning          | 0 - 2     | Magallanes           | Municipal de La Pintana | 4 de agosto | 12:30     |
| Deportes Temuco           | 2 - 0     | Santiago Wanderers   | Germán Becker           | 4 de agosto | 15:00     |
| Curicó Unido              | 1 - 0     | Deportes Recoleta    | La Granja               | 5 de agosto | 18:00     |
| Universidad de Concepción | 2 - 0     | Deportes Limache     | Ester Roa               | 5 de agosto | 18:00     |
| San Marcos de Arica       | 1 - 1     | Deportes Antofagasta | Carlos Dittborn         | 5 de agosto | 20:30     |
| San Luis de Quillota      | 1 - 2     | Rangers              | Lucio Fariña            | 5 de agosto | 20:30     |
| Barnechea                 | 0 - 3     | Deportes La Serena   | Cancelado               | Cancelado   | Cancelado |

| Fecha 21             | Fecha 21  | Fecha 21                  | Fecha 21                  | Fecha 21     | Fecha 21 |
| Local                | Resultado | Visita                    | Estadio                   | Fecha        | Hora     |
| -------------------- | --------- | ------------------------- | ------------------------- | ------------ | -------- |
| Rangers              | 1 - 0     | Deportes Temuco           | Fiscal de Talca           | 10 de agosto | 12:00    |
| Deportes Santa Cruz  | 1 - 0     | San Marcos de Arica       | Joaquín Muñoz             | 10 de agosto | 15:00    |
| Barnechea            | 2 - 0     | Santiago Morning          | Municipal de Lo Barnechea | 11 de agosto | 12:30    |
| Deportes Antofagasta | 1 - 1     | San Luis de Quillota      | Calvo y Bascuñán          | 11 de agosto | 12:30    |
| Magallanes           | 2 - 1     | Santiago Wanderers        | Luis Navarro              | 11 de agosto | 15:00    |
| Deportes La Serena   | 1 - 0     | Curicó Unido              | La Portada                | 11 de agosto | 17:30    |
| Deportes Recoleta    | 5 - 0     | Universidad de Concepción | Leonel Sánchez            | 12 de agosto | 15:00    |
| Deportes Limache     | 1 - 2     | Unión San Felipe          | Nicolás Chahuán           | 12 de agosto | 18:00    |

| Fecha 22                  | Fecha 22  | Fecha 22             | Fecha 22                | Fecha 22     | Fecha 22 |
| Local                     | Resultado | Visita               | Estadio                 | Fecha        | Hora     |
| ------------------------- | --------- | -------------------- | ----------------------- | ------------ | -------- |
| Curicó Unido              | 0 - 3     | Deportes Limache     | La Granja               | 16 de agosto | 19:00    |
| Deportes Santa Cruz       | 3 - 1     | Magallanes           | Joaquín Muñoz           | 17 de agosto | 15:00    |
| Santiago Wanderers        | 4 - 0     | Rangers              | Elías Figueroa          | 17 de agosto | 18:00    |
| Unión San Felipe          | 1 - 1     | Deportes Antofagasta | Javier Muñoz            | 18 de agosto | 12:30    |
| Santiago Morning          | 2 - 1     | Deportes Temuco      | Municipal de La Pintana | 18 de agosto | 15:00    |
| San Marcos de Arica       | 2 - 1     | Deportes Recoleta    | Carlos Dittborn         | 18 de agosto | 17:30    |
| Universidad de Concepción | 0 - 1     | Deportes La Serena   | Ester Roa               | 19 de agosto | 19:00    |
| San Luis de Quillota      | 0 - 6     | Barnechea            | Lucio Fariña            | 19 de agosto | 19:00    |

| Fecha 23                  | Fecha 23  | Fecha 23             | Fecha 23         | Fecha 23     | Fecha 23 |
| Local                     | Resultado | Visita               | Estadio          | Fecha        | Hora     |
| ------------------------- | --------- | -------------------- | ---------------- | ------------ | -------- |
| Deportes Temuco           | 4 - 0     | Unión San Felipe     | Germán Becker    | 24 de agosto | 12:30    |
| Magallanes                | 0 - 0     | Curicó Unido         | Luis Navarro     | 24 de agosto | 12:30    |
| Rangers                   | 0 - 0     | San Marcos de Arica  | Fiscal de Talca  | 24 de agosto | 15:00    |
| Universidad de Concepción | 4 - 1     | Deportes Santa Cruz  | Ester Roa        | 24 de agosto | 17:30    |
| Deportes Antofagasta      | 0 - 0     | Santiago Morning     | Calvo y Bascuñán | 25 de agosto | 12:30    |
| Deportes La Serena        | 2 - 0     | San Luis de Quillota | La Portada       | 25 de agosto | 15:00    |
| Deportes Limache          | 1 - 0     | Deportes Recoleta    | Nicolás Chahuán  | 25 de agosto | 17:30    |
| Barnechea                 | 2 - 1     | Santiago Wanderers   | Lucio Fariña     | 26 de agosto | 19:00    |

| Fecha 24             | Fecha 24  | Fecha 24                  | Fecha 24                | Fecha 24        | Fecha 24 |
| Local                | Resultado | Visita                    | Estadio                 | Fecha           | Hora     |
| -------------------- | --------- | ------------------------- | ----------------------- | --------------- | -------- |
| San Marcos de Arica  | 0 - 1     | Magallanes                | Carlos Dittborn         | 30 de agosto    | 20:00    |
| Santiago Morning     | 0 - 1     | Rangers                   | Municipal de La Pintana | 31 de agosto    | 12:30    |
| Deportes Santa Cruz  | 1 - 1     | Deportes La Serena        | Joaquín Muñoz           | 31 de agosto    | 15:00    |
| San Luis de Quillota | 1 - 1     | Deportes Temuco           | Lucio Fariña            | 31 de agosto    | 17:30    |
| Deportes Recoleta    | 2 - 2     | Deportes Antofagasta      | Leonel Sánchez          | 1 de septiembre | 12:30    |
| Unión San Felipe     | 1 - 2     | Barnechea                 | Javier Muñoz            | 1 de septiembre | 15:00    |
| Santiago Wanderers   | 1 - 1     | Deportes Limache          | Elías Figueroa          | 1 de septiembre | 17:30    |
| Curicó Unido         | 2 - 3     | Universidad de Concepción | La Granja               | 2 de septiembre | 20:00    |

| Fecha 25                  | Fecha 25  | Fecha 25            | Fecha 25                  | Fecha 25        | Fecha 25 |
| Local                     | Resultado | Visita              | Estadio                   | Fecha           | Hora     |
| ------------------------- | --------- | ------------------- | ------------------------- | --------------- | -------- |
| Barnechea                 | 1 - 1     | San Marcos de Arica | Municipal de Lo Barnechea | 7 de septiembre | 12:30    |
| San Luis de Quillota      | 0 - 0     | Santiago Wanderers  | Lucio Fariña              | 7 de septiembre | 15:00    |
| Deportes La Serena        | 2 - 0     | Deportes Limache    | La Portada                | 7 de septiembre | 20:00    |
| Deportes Antofagasta      | 3 - 2     | Deportes Santa Cruz | Calvo y Bascuñán          | 8 de septiembre | 12:30    |
| Deportes Temuco           | 1 - 1     | Curicó Unido        | Germán Becker             | 8 de septiembre | 15:00    |
| Rangers                   | 1 - 1     | Unión San Felipe    | Fiscal de Talca           | 8 de septiembre | 18:00    |
| Universidad de Concepción | 1 - 2     | Santiago Morning    | Huachipato - CAP          | 9 de septiembre | 15:30    |
| Magallanes                | 1 - 1     | Deportes Recoleta   | Luis Navarro              | 3 de octubre    | 16:00    |

| Fecha 26            | Fecha 26  | Fecha 26                  | Fecha 26                  | Fecha 26         | Fecha 26 |
| Local               | Resultado | Visita                    | Estadio                   | Fecha            | Hora     |
| ------------------- | --------- | ------------------------- | ------------------------- | ---------------- | -------- |
| Deportes Recoleta   | 1 - 2     | San Luis de Quillota      | Leonel Sánchez            | 13 de septiembre | 16:00    |
| Curicó Unido        | 0 - 2     | Rangers                   | La Granja                 | 14 de septiembre | 15:00    |
| Deportes Santa Cruz | 3 - 1     | Deportes Temuco           | Joaquín Muñoz             | 14 de septiembre | 17:30    |
| San Marcos de Arica | 1 - 1     | Deportes La Serena        | Carlos Dittborn           | 14 de septiembre | 20:00    |
| Deportes Limache    | 1 - 3     | Deportes Antofagasta      | Lucio Fariña              | 15 de septiembre | 12:30    |
| Unión San Felipe    | 1 - 0     | Universidad de Concepción | Javier Muñoz              | 15 de septiembre | 15:00    |
| Barnechea           | 0 - 2     | Magallanes                | Municipal de Lo Barnechea | 15 de septiembre | 17:15    |
| Santiago Wanderers  | 2 - 2     | Santiago Morning          | Elías Figueroa            | 3 de octubre     | 17:00    |

| Fecha 27               | Fecha 27  | Fecha 27                  | Fecha 27                | Fecha 27         | Fecha 27 |
| Local                  | Resultado | Visita                    | Estadio                 | Fecha            | Hora     |
| ---------------------- | --------- | ------------------------- | ----------------------- | ---------------- | -------- |
| Santiago Morning       | 0 - 1     | Unión San Felipe          | Municipal de La Pintana | 25 de septiembre | 15:30    |
| Deportes Limache       | 2 - 2     | Magallanes                | Nicolás Chahuán         | 27 de septiembre | 19:00    |
| San Luis de Quillota   | 0 - 2     | Curicó Unido              | Lucio Fariña            | 28 de septiembre | 12:30    |
| Rangers                | 1 - 1     | Deportes Santa Cruz       | Fiscal de Talca         | 28 de septiembre | 15:00    |
| Deportes Temuco        | 1 - 0     | Universidad de Concepción | Germán Becker           | 28 de septiembre | 17:30    |
| Deportes Antofagasta   | 3 - 2     | Barnechea                 | Calvo y Bascuñán        | 29 de septiembre | 12:30    |
| Deportes La Serena (C) | 1 - 0     | Deportes Recoleta         | La Portada              | 29 de septiembre | 12:30    |
| Santiago Wanderers     | 2 - 0     | San Marcos de Arica       | Elías Figueroa          | 29 de septiembre | 15:00    |

| Fecha 28                  | Fecha 28  | Fecha 28             | Fecha 28                  | Fecha 28     | Fecha 28 |
| Local                     | Resultado | Visita               | Estadio                   | Fecha        | Hora     |
| ------------------------- | --------- | -------------------- | ------------------------- | ------------ | -------- |
| Unión San Felipe          | 0 - 0     | Deportes La Serena   | Javier Muñoz              | 5 de octubre | 15:00    |
| San Marcos de Arica       | 0 - 2     | Deportes Limache     | Carlos Dittborn           | 5 de octubre | 15:00    |
| Universidad de Concepción | 2 - 1     | Rangers              | Ester Roa                 | 5 de octubre | 17:30    |
| Barnechea                 | 2 - 1     | Deportes Temuco      | Municipal de Lo Barnechea | 6 de octubre | 12:30    |
| Deportes Santa Cruz       | 1 - 1     | San Luis de Quillota | Joaquín Muñoz             | 6 de octubre | 15:00    |
| Deportes Recoleta         | 1 - 1     | Santiago Morning     | Leonel Sánchez            | 7 de octubre | 16:00    |
| Magallanes                | 1 - 0     | Deportes Antofagasta | Luis Navarro              | 7 de octubre | 16:00    |
| Curicó Unido              | 2 - 2     | Santiago Wanderers   | La Granja                 | 7 de octubre | 20:00    |

| Fecha 29                  | Fecha 29  | Fecha 29            | Fecha 29                | Fecha 29      | Fecha 29 |
| Local                     | Resultado | Visita              | Estadio                 | Fecha         | Hora     |
| ------------------------- | --------- | ------------------- | ----------------------- | ------------- | -------- |
| Universidad de Concepción | 2 - 2     | Barnechea           | Ester Roa               | 11 de octubre | 19:30    |
| Deportes Limache          | 0 - 1     | Deportes Santa Cruz | Nicolás Chahuán         | 11 de octubre | 19:30    |
| Deportes Antofagasta      | 1 - 2     | Santiago Wanderers  | Calvo y Bascuñán        | 13 de octubre | 12:00    |
| Rangers                   | 1 - 1     | Deportes La Serena  | Fiscal de Talca         | 13 de octubre | 15:00    |
| Unión San Felipe          | 0 - 0     | Magallanes          | Javier Muñoz            | 13 de octubre | 15:00    |
| Santiago Morning          | 0 - 1     | Curicó Unido        | Municipal de La Pintana | 13 de octubre | 15:00    |
| San Luis de Quillota      | 1 - 1     | San Marcos de Arica | Lucio Fariña            | 13 de octubre | 17:30    |
| Deportes Temuco           | 2 - 3     | Deportes Recoleta   | Germán Becker           | 13 de octubre | 17:30    |

| Fecha 30            | Fecha 30  | Fecha 30                  | Fecha 30                  | Fecha 30      | Fecha 30  |
| Local               | Resultado | Visita                    | Estadio                   | Fecha         | Hora      |
| ------------------- | --------- | ------------------------- | ------------------------- | ------------- | --------- |
| Deportes Recoleta   | 2 - 2     | Rangers                   | Leonel Sánchez            | 19 de octubre | 12:30     |
| Magallanes          | 7 - 1     | San Luis de Quillota      | Luis Navarro              | 19 de octubre | 12:30     |
| Barnechea           | 6 - 0     | Deportes Limache          | Municipal de Lo Barnechea | 19 de octubre | 12:30     |
| Deportes La Serena  | 4 - 2     | Deportes Temuco           | La Portada                | 19 de octubre | 15:00     |
| Deportes Santa Cruz | 0 - 1     | Santiago Morning          | Joaquín Muñoz             | 20 de octubre | 12:30     |
| San Marcos de Arica | 1 - 2     | Unión San Felipe          | Carlos Dittborn           | 20 de octubre | 12:30     |
| Curicó Unido        | 0 - 2     | Deportes Antofagasta      | La Granja                 | 20 de octubre | 12:30     |
| Santiago Wanderers  | 0 - 3     | Universidad de Concepción | Elías Figueroa            | Cancelado     | Cancelado |

## Campeón
|                    |
| Deportes La Serena |
| 4° título          |
|                    |

## Play-Offs
En esta instancia, se enfrentarán los 7 equipos ubicados entre el 2.° y 8.° lugar de la tabla de posiciones, disputándose en partidos de ida y vuelta, una liguilla para definir el 2° Ascenso a la Primera División, para la temporada 2025, siendo el acompañante de Deportes La Serena, que se coronó campeón del torneo y es el primer equipo ascendido a la máxima categoría.
|  | Cuartos | Cuartos              | Cuartos | Cuartos               | Cuartos |   |       | Semifinal             | Semifinal | Semifinal | Semifinal | Semifinal |  |   | Final   | Final | Final | Final | Final |  |
|  |         |                      |         |                       |         |   |       |                       |           |           |           |           |  |   |         |       |       |       |       |  |
|  |         |                      |         |                       |         |   |       |                       |           |           |           |           |  |   |         |       |       |       |       |  |
|  | 5       | Deportes Recoleta    | 1       | 2                     | 3       |   |       |                       |           |           |           |           |  |   |         |       |       |       |       |  |
|  | 5       | Deportes Recoleta    | 1       | 2                     | 3       |   |       |                       |           |           |           |           |  |   |         |       |       |       |       |  |
|  | 6       | Santiago Morning     | 1       | 1                     | 2       |   |       |                       |           |           |           |           |  |   |         |       |       |       |       |  |
|  | 6       | Santiago Morning     | 1       | 1                     | 2       |   | 5     | Deportes Recoleta     | 0         | 0         | 0         |           |  |   |         |       |       |       |       |  |
|  |         |                      |         |                       |         |   | 5     | Deportes Recoleta     | 0         | 0         | 0         |           |  |   |         |       |       |       |       |  |
|  |         |                      | 3       | Rangers               | 1       | 0 | 1     |                       |           |           |           |           |  |   |         |       |       |       |       |  |
|  | 3       | Rangers              | 3       | Rangers               | 1       | 0 | 1     | 2                     | 2         | 4         |           |           |  |   |         |       |       |       |       |  |
|  | 3       | Rangers              |         |                       |         |   |       |                       |           | 4         |           |           |  |   |         |       |       |       |       |  |
|  | 8       | Deportes Santa Cruz  | 1       | 2                     | 3       |   |       |                       |           |           |           |           |  |   |         |       |       |       |       |  |
|  | 8       | Deportes Santa Cruz  | 1       | 2                     | 3       |   |       |                       |           |           |           |           |  | 3 | Rangers | 1     | 3     | 4 (3) |       |  |
|  |         |                      |         |                       |         |   |       |                       |           |           |           |           |  | 3 | Rangers | 1     | 3     | 4 (3) |       |  |
|  |         |                      | 7       | Deportes Limache (p.) | 3       | 1 | 4 (4) |                       |           |           |           |           |  |   |         |       |       |       |       |  |
|  | 4       | Deportes Antofagasta | 7       | Deportes Limache (p.) | 3       | 1 | 4 (4) | 1                     | 0         | 1         |           |           |  |   |         |       |       |       |       |  |
|  | 4       | Deportes Antofagasta |         |                       |         |   |       |                       |           | 1         |           |           |  |   |         |       |       |       |       |  |
|  | 7       | Deportes Limache     | 2       | 4                     | 6       |   |       |                       |           |           |           |           |  |   |         |       |       |       |       |  |
|  | 7       | Deportes Limache     | 2       | 4                     | 6       |   | 7     | Deportes Limache (p.) | 1         | 1         | 2 (4)     |           |  |   |         |       |       |       |       |  |
|  |         |                      |         |                       |         |   | 7     | Deportes Limache (p.) | 1         | 1         | 2 (4)     |           |  |   |         |       |       |       |       |  |
|  |         |                      | 2       | Magallanes            | 1       | 1 | 2 (3) |                       |           |           |           |           |  |   |         |       |       |       |       |  |
|  |         |                      | 2       | Magallanes            | 1       | 1 | 2 (3) |                       |           |           |           |           |  |   |         |       |       |       |       |  |
|  |         |                      |         |                       |         |   |       |                       |           |           |           |           |  |   |         |       |       |       |       |  |
|  |         |                      |         |                       |         |   |       |                       |           |           |           |           |  |   |         |       |       |       |       |  |
|  |         |                      |         |                       |         |   |       |                       |           |           |           |           |  |   |         |       |       |       |       |  |
|  |         |                      |         |                       |         |   |       |                       |           |           |           |           |  |   |         |       |       |       |       |  |

Nota: En las series a dos partidos, El equipo mejor ubicado, en la fase regular del torneo, es el que definirá la serie como local.

## Estadísticas

### Goleadores
- Fecha de Actualización: 13 de octubre de 2024

| Jugador                | Equipo                    | Goles |
| ---------------------- | ------------------------- | ----- |
| Lionel Altamirano      | Deportes La Serena        | 20    |
| Gonzalo Tapia          | Barnechea                 | 20    |
| Joaquín Larrivey       | Magallanes                | 19    |
| Nelson Da Silva        | Deportes Limache          | 15    |
| Juan Ignacio Duma      | Santiago Wanderers        | 12    |
| Harol Salgado          | Barnechea                 | 10    |
| Mauro Caballero        | San Luis de Quillota      | 10    |
| Juan Sánchez Sotelo    | Universidad de Concepción | 10    |
| Mauro Quiroga          | Deportes Antofagasta      | 9     |
| Germán Estigarribia    | Deportes Recoleta         | 9     |
| Diego González Miranda | Deportes Santa Cruz       | 9     |
| Luis Guerra            | Deportes Antofagasta      | 8     |
| Luis Acevedo           | Deportes Temuco           | 8     |

### Asistencias
- Fecha de Actualización:

| Jugador | Equipo | Asistencias |
| ------- | ------ | ----------- |

### Autogoles
Fecha de actualización: 27 de julio de 2024.
| Fecha      | Jugador         | Minuto       | Local            | Resultado | Visitante            | Rep.     |
| ---------- | --------------- | ------------ | ---------------- | --------- | -------------------- | -------- |
| 03/03/2024 | Daniel Vicencio | 1 - 1, 45'   | U. Concepción    | 1 – 3     | San Marcos de Arica  | Fecha 2  |
| 16/03/2024 | Cristián Díaz   | 1 - 2, 62'   | Deportes Temuco  | 1 – 0     | Deportes Antofagasta | Fecha 4  |
| 17/03/2024 | Andrew Zamorano | 0 - 0, 54'   | Unión San Felipe | 1 – 2     | Santiago Wanderers   | Fecha 4  |
| 28/04/2024 | Cristián Dubó   | 1 - 2, 90'   | Unión San Felipe | 1 – 2     | Rangers              | Fecha 10 |
| 04/05/2024 | Cristián Dubó   | 2 - 1, 45+2' | U. Concepción    | 2 – 1     | Unión San Felipe     | Fecha 11 |
| 20/05/2024 | Francisco Silva | 1 - 3, 77'   | Deportes Limache | 1 – 3     | San Marcos de Arica  | Fecha 13 |
| 26/07/2024 | Rodrigo Moreira | 1 - 0, 4'    | Rangers          | 2 – 0     | Deportes Limache     | Fecha 18 |

### Hat-Tricks & Pókers
Fecha de actualización: 18 de mayo de 2024 
| Fecha                 | Jugador                | Goles | Partido                                 |
| --------------------- | ---------------------- | ----- | --------------------------------------- |
| 1 de marzo de 2024    | Richard Paredes        | 3     | Santiago Morning vs. San Luis           |
| 10 de marzo de 2024   | Humberto Suazo         | 3     | San Luis vs. Unión San Felipe           |
| 18 de mayo de 2024    | Lionel Altamirano      | 3     | Deportes La Serena vs. Unión San Felipe |
| 19 de octubre de 2024 | Manuel Vicuña Martínez | 3     | Magallanes vs San Luis                  |

## Entrenadores
En cursiva quienes se desempeñaron como entrenadores interinos.
| Equipo                    | Entrenador             | Período          |
| ------------------------- | ---------------------- | ---------------- |
| San Luis de Quillota      | Juan López             | 1.° - 3.°        |
| San Luis de Quillota      | Fernando Guajardo      | 4.°              |
| San Luis de Quillota      | Juan Ribera            | 5.° - 17.°       |
| San Luis de Quillota      | Francisco Bozán        | 18.° en adelante |
| Unión San Felipe          | Jonathan Orellana      | 1.° - 7.°        |
| Unión San Felipe          | Christian Lovrincevich | 8.° - 13.°       |
| Unión San Felipe          | Ricardo Gonzalez       | 14.° - 15.°      |
| Unión San Felipe          | Damián Muñoz           | 16.° en adelante |
| San Marcos de Arica       | Víctor Barría          | 1.° - 7.°        |
| San Marcos de Arica       | Germán Cavalieri       | 8.° en adelante  |
| Universidad de Concepción | Darío Lema             | 1.° - 8.°        |
| Universidad de Concepción | Javier Torrente        | 9.° en adelante  |
| Curicó Unido              | Francisco Bozán        | 1.° - 9.°        |
| Curicó Unido              | Miguel Riffo           | 10.° - 12.°      |
| Curicó Unido              | Héctor Almandoz        | 13.° en adelante |
| Deportes Temuco           | Román Cuello           | 1.° - 13.°       |
| Deportes Temuco           | Esteban Valencia       | 14.° en adelante |
| Santiago Wanderers        | Francisco Palladino    | 1.° - 13.°       |
| Santiago Wanderers        | Jaime García           | 14.° - 27.°      |
| Santiago Wanderers        | Hector Robles          | 28.° en adelante |
| Rangers                   | Juan Luvera            | 1.° - 15.°       |
| Rangers                   | Emiliano Astorga       | 16.° en adelante |
| Deportes Antofagasta      | John Armijo            | 1.° - 15.°       |
| Deportes Antofagasta      | Diego Reveco           | 16.° en adelante |

## Regla del U-21
| Equipo                    | m.req | m.dis | m.pen | %       |
| ------------------------- | ----- | ----- | ----- | ------- |
| Barnechea                 | 1.890 | 1.671 | 219   | 88,41%  |
| Curicó Unido              | 1.890 | 2.050 | 0     | 108,47% |
| Deportes Antofagasta      | 1.890 | 1.668 | 222   | 88,25%  |
| Deportes La Serena        | 1.890 | 2.610 | 0     | 138,10% |
| Deportes Limache          | 1.890 | 2.096 | 0     | 110,90% |
| Deportes Recoleta         | 1.890 | 2.212 | 0     | 117,04% |
| Deportes Santa Cruz       | 1.890 | 1.815 | 75    | 96,03%  |
| Deportes Temuco           | 1.890 | 2.260 | 0     | 119,58% |
| Magallanes                | 1.890 | 2.755 | 0     | 145,77% |
| Rangers                   | 1.890 | 1.695 | 195   | 89,68%  |
| San Luis de Quillota      | 1.890 | 2.380 | 0     | 125,93% |
| San Marcos de Arica       | 1.890 | 1.768 | 122   | 93,54%  |
| Santiago Morning          | 1.890 | 1.865 | 25    | 98,68%  |
| Santiago Wanderers        | 1.890 | 2.255 | 0     | 119,31% |
| Unión San Felipe          | 1.890 | 2.284 | 0     | 120,85% |
| Universidad de Concepción | 1.890 | 2.584 | 0     | 136,72% |
| Actualizado - Fecha 25 1  |       |       |       |         |